# Mount Oxley
Mount Oxley är ett berg i Australien. Det ligger i regionen Bourke och delstaten New South Wales, i den sydöstra delen av landet, omkring 620 kilometer nordväst om delstatshuvudstaden Sydney. Toppen på Mount Oxley är 308 meter över havet.
Mount Oxley är den högsta punkten i trakten. Trakten runt Mount Oxley är nära nog obefolkad, med mindre än två invånare per kvadratkilometer.. Det finns inga samhällen i närheten.
Omgivningarna runt Mount Oxley är i huvudsak ett öppet busklandskap. Genomsnittlig årsnederbörd är 389 millimeter. Den regnigaste månaden är februari, med i genomsnitt 76 mm nederbörd, och den torraste är oktober, med 1 mm nederbörd.